# Emballonurini
Die Emballonurini sind eine Gattungsgruppe aus der Fledermausfamilie der Glattnasen-Freischwänze (Emballonuridae). Sie umfassen rund 12 Arten in den vier Gattungen Coleura, Emballonura, Mosia und Paremballonura.
Diese Fledermäuse sind in Afrika südlich der Sahara, Südostasien, Neuguinea und zahlreichen Inseln des westlichen und südlichen Pazifik verbreitet.

## Beschreibung
Emballonurini sind sehr kleine Fledermäuse, sie erreichen eine Kopfrumpflänge von drei bis sieben Zentimetern und ein Gewicht von 2,5 bis 10 Gramm. Ihre Schnauze ist langgezogen und leicht nach oben gebogen, ein Nasenblatt ist nicht vorhanden. Der kurze Schwanz ragt ein Stück aus der Schwanzflughaut heraus. Ihr Fell ist an der Oberseite braun gefärbt, die Unterseite ist heller. Im Gegensatz zu den meisten anderen Arten der Glattnasen-Freischwänze haben sie keine Drüsen an der Oberseite der Flügel.

## Lebensweise
Emballonurini sind in erster Linie Waldbewohner, obwohl man sie auch in anderen Lebensräumen findet, oft auch in der Nähe des Menschen. Als Ruheplätze dienen neben Höhlen und Felsspalten auch hohle Bäume und überhängende Erdwälle. Von einer Art, Coleura afra, ist bekannt, dass sie in großen Kolonien (bis zu 50.000 Tiere) lebt, andere Arten bilden kleinere Gruppen (20 bis 150 Exemplare). Die Nahrung dieser Tiere besteht in erster Linie aus Insekten, gelegentlich nehmen sie auch Früchte zu sich.

## Gattungen und Arten
- Zur Gattung Coleura zählen drei Arten:
  - Coleura afra kommt in weiten Teilen Afrikas südlich der Sahara und im Südwesten der Arabischen Halbinsel vor und lebt in großen Kolonien von oft 50.000 Tieren. Diese Kolonien teilen sich in Untergruppen von rund 20 Tieren, die aus einem Männchen, einem Harem von mehreren Weibchen und deren Nachwuchs bestehen.
  - Coleura seychellensis ist auf den Seychellen endemisch, wo sie neben dem Seychellen-Flughund bis zur Ankunft des Menschen das einzige Säugetier war. Die Art ist zählt laut IUCN zu den einhundert am stärksten vom Aussterben bedrohten Tierarten[1], man schätzt die Populationsgröße auf nur mehr 50 bis 100 Tiere.
  - Coleura kibomalandy galt ursprünglich als Synonym von Coleura afra und kommt auf Madagaskar vor.[2]
- Die Gattung Emballonura umfasst sieben Arten, die auf Madagaskar, Südostasien (Malaiische Halbinsel und Indonesien), Neuguinea und etlichen Inseln des Pazifiks (unter anderem Mikronesien, Fidschi, Samoa und Tonga) leben. Von Coleura unterscheidet sie sich vorwiegend in der Zahl der Zähne. E. semicaudata, die auf einigen Pazifikinseln lebt, gilt als bedroht, drei weitere Arten als gefährdet.
- Die Gattung Mosia umfasst nur eine Art, Mosia nigrescens, die auf den Molukken, Neuguinea und den Salomonen verbreitet ist. Mit 32 bis 41 Millimetern Kopfrumpflänge und zwei bis vier Gramm Gewicht zählt sie zu den kleinsten Fledermäusen überhaupt.
- Die erst 2012 eingeführte Gattung Paremballonura zählt zwei madegassische Arten, die ursprünglich zu Coleura gehörten.[2]